# Vilusi, Banjaluka
Vilusi so naselje v mestu Banjaluka, Bosna in Hercegovina. 

## Deli naselja
Antonići, Bajići, Biserčići, Bogojevići, Čalakići, Čavići, Donji Drinići, Dronjići, Gornji Drinići, Luburići, Rađeni, Rosići, Stanići, Šurlani, Teodosići, Vilusi, Zarići in Zeljkovići.

## Prebivalstvo
| Pregled števila prebivalcev po letih | Pregled števila prebivalcev po letih | Pregled števila prebivalcev po letih | Pregled števila prebivalcev po letih | Pregled števila prebivalcev po letih | Pregled števila prebivalcev po letih |
| ------------------------------------ | ------------------------------------ | ------------------------------------ | ------------------------------------ | ------------------------------------ | ------------------------------------ |
| 1948                                 | 1953                                 | 1961                                 | 1971                                 | 1981                                 | 1991                                 |
| -                                    | -                                    | 1.579                                | 1.478                                | 489                                  | 239                                  |

| Narodna sestava prebivalstva po letih                                                                                          | Narodna sestava prebivalstva po letih                                                                                      | Narodna sestava prebivalstva po letih                                                                                    |
| --- | --- | --- |
| 1971 | 1981 | 1991 |
| . skupaj: 1.478 Srbi 1.475 (99,79 %) Hrvati 0 (0,00 %) Muslimani 0 (0,00 %) Jugoslovani 0 (0,00 %) drugi in neznano 3 (0,20 %) | . skupaj: 489 Srbi 486 (99,38 %) Hrvati 0 (0,00 %) Muslimani 0 (0,00 %) Jugoslovani 2 (0,40 %) drugi in neznano 1 (0,20 %) | . skupaj: 239 Srbi 239 (100 %) Hrvati 0 (0,00 %) Muslimani 0 (0,00 %) Jugoslovani 0 (0,00 %) drugi in neznano 0 (0,00 %) |